# RK 62
Az Rk 62 (más néven: 7,62 RK 62 vagy M62, finnül: Rynnäkkökivääri 62) Finnországban kifejlesztett és gyártott 7,62 mm-es gépkarabély. A fegyver és továbbfejlesztett változatai napjainkban a Finn Védelmi Erők alapfegyverzetét képezik.

## Története
A finn hadvezetés már az 1950-es évek elején kezdeményezte egy új, az elavult PPS–41, PPSZ–43 és az Suomi M–31 géppisztolyok leváltását szolgáló lőfegyver kifejlesztését. A második világháború utáni finn–szovjet kapcsolatok javulásának köszönhetően Finnország 1950-ben megvásárolta az AK–47 gépkarabély gyártási licencét. A finn hadsereg az 1950-es évek végén felkérte a Valmet és a SAKO cégeket a fegyver prototípusának elkészítésére. Az első próbaváltozat, a Valmet M58 és az 1960-ban elkészült prototípus, az Rk 60 a lőtéri próbákon jobbnak bizonyultak, a későbbi sorozatgyártás a Valmet fegyvergyárában indult meg. Az Rk 60 az AK–47 tökéletes másolata, a tervezők csak apróbb módosításokat eszközöltek rajta. Az AK fa válltámasza helyett egy teljesen fémből készült, rögzített válltámaszt alkalmaztak. Az irányzékok elhelyezkedésén és alakján is módosítottak, a célgömb a csőszájtól hátrébb kapott helyet (az AK-n a csőszáj legelején található), valamint a nézőke a tok hátsó részére került.
A fegyvert a lőtéri próbákat követő kisebb változtatások után 1962-ben rendszeresítették a finn hadseregben Rk 62 néven. A gyártást később a Valmet és SAKO együtt végezte, 1987-ben a SAKO megvásárolta a Valmet kézifegyver-gyártó részlegét, innentől kezdve a SAKO lett az Rk fegyvercsalád egyetlen gyártója. A fegyver megbízhatósága és pontossága (300 méteren belül a lövedék szórása kevesebb, mint 1 szögperc) miatt közkedveltté vált a nyugati országok körében. Izrael Galil gépkarabélyát az Rk 62 alapján tervezte meg 1974-ben (a Galil gyártásának korai szakaszában finn tokokat használtak). A fegyver gyártása 1994-ben fejeződött be, a 32 éves gyártási időszak alatt 350 000 db Rk 62 gépkarabély készült.

## Műszaki jellemzők
Az Rk 62 gázműködtetésű fegyver. Működési alapelve megegyezik Kalasnyikov AK–47 gépkarabélyával, gázdugattyús, forgózáras kialakítású. A fegyver fémből készült, ez alól kivételt csak a műanyagból gyártott markolat képez. A tok forgácsolással készült, ami nagyobb szilárdságot és hosszabb élettartamot eredményezett, mint a későbbi Rk 76 sajtolással gyártott tokjai. (A sajtolással előállított alkatrészek kevesebb nyersanyagot és gyártási időt igényelnek, mint a forgácsoltak, viszont a minőségük rosszabb a forgácsolással gyártott alkatrészeknél.)
A fegyver a 7,62 × 39 mm-es köztes lőszert használja, a lőszerellátást a 30 db lőszert befogadó tár biztosítja. A tárak kezdetben az AK tárakhoz hasonlóan fémből készültek, ezeket később műanyagból előállított tárak váltották le. A gépkarabélyra felszerelhető bajonett is, amit szögesdrót és elektromos áram alatt lévő vezetékek elvágására használnak, szúrófegyverként nem alkalmazzák. A Finn Védelmi Erők a rögzített tusával gyártott változatot rendszeresítették, de a Finn Haditengerészet számára behajtható válltámasszal rendelkező változat is készült. A gépkarabély hagyományos nyílt irányzékkal rendelkezik, de optikai és éjszakai irányzék rögzítésére szolgáló szereléksín is megtalálható rajta.

## Változatok

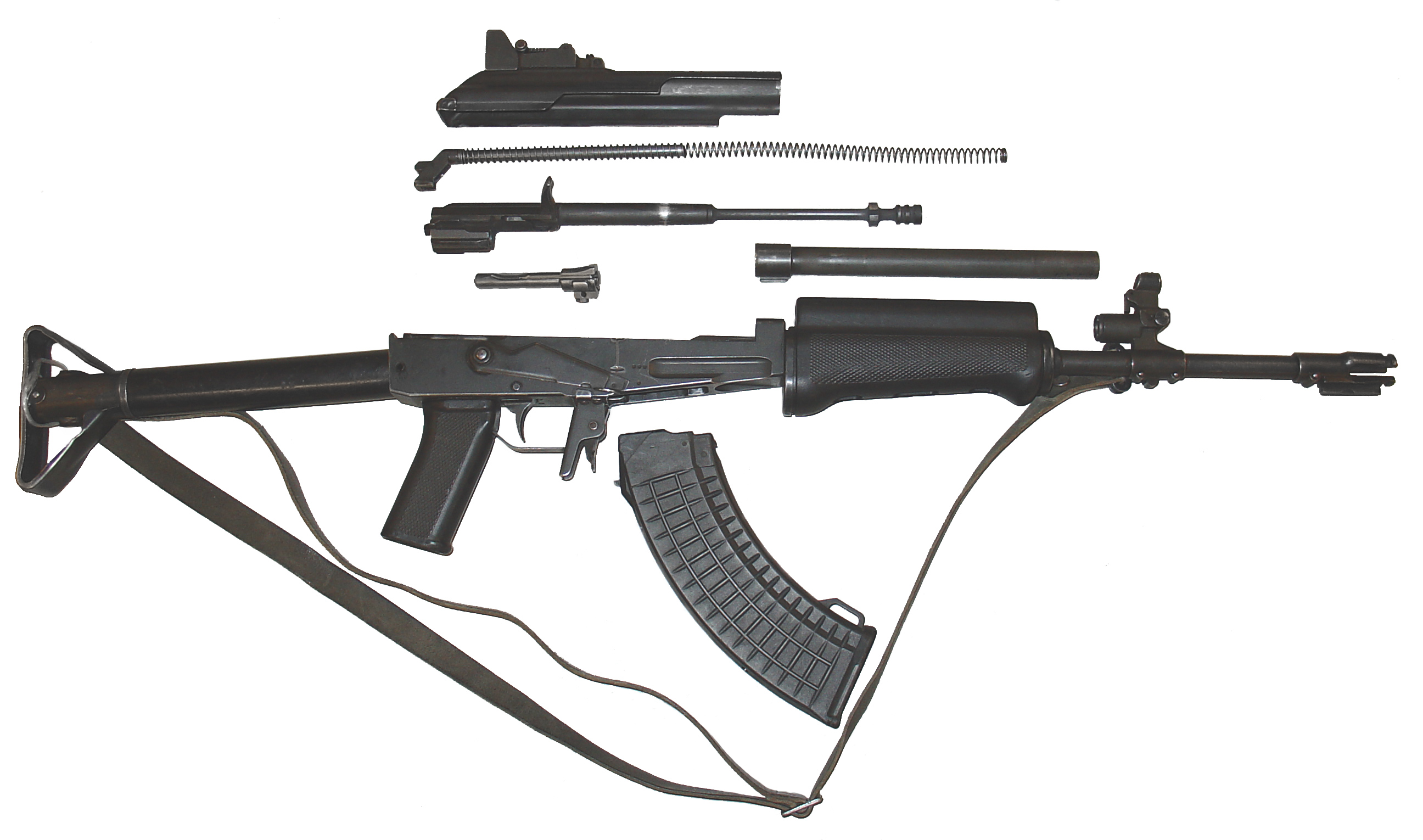
Szétszerelt Rk 62

- Rk 76 – az Rk 62 továbbfejlesztett változata, a forgácsolt tok helyett sajtolt és szegecselt tokot alkalmaztak, ezáltal a tömege 3,5 kg-ra csökkent
- Rk 95 Tp – az Rk fegyvercsalád legújabb tagja, behajtható válltámasszal ellátott, puskagránát kikövésére alkalmas változat
- Valmet Petra – Rk 62 alapján tervezett vadászpuska
- Valmet M62S – civil változat, a tűzváltókar „automata üzemmód” állását eltávolították, csak félautomata üzemmódban használható

## Lásd még
- Galil – az Rk 62 alapján kifejlesztett izraeli gépkarabély
- R4 – a Galil Dél-afrikai másolata

## Külső hivatkozások
- Rk 62 gépkarabély (finn nyelvű)
- Modern Firearms – Rk fegyvercsalád (angol nyelvű)